# Tamara Dronova
Tamara Viktorovna Dronova-Balabolina (Russisch: Тамара Викторовна Дронова-Балаболина) (Krasnozavodsk, 13 augustus 1993) is een Russisch baan- en wegwielrenster.
Op de baan won ze tussen 2011 en 2014 vijf maal goud op de Europese kampioenschappen als juniore en belofte. Tijdens de Europese Spelen 2019 in Minsk won Dronova brons op de individuele achtervolging.
In juli 2021 kwam ze namens de Russische ploeg uit op de Olympische Zomerspelen 2020 in Tokio, waar ze 39e werd in de wegwedstrijd.

## Palmares

### Baan

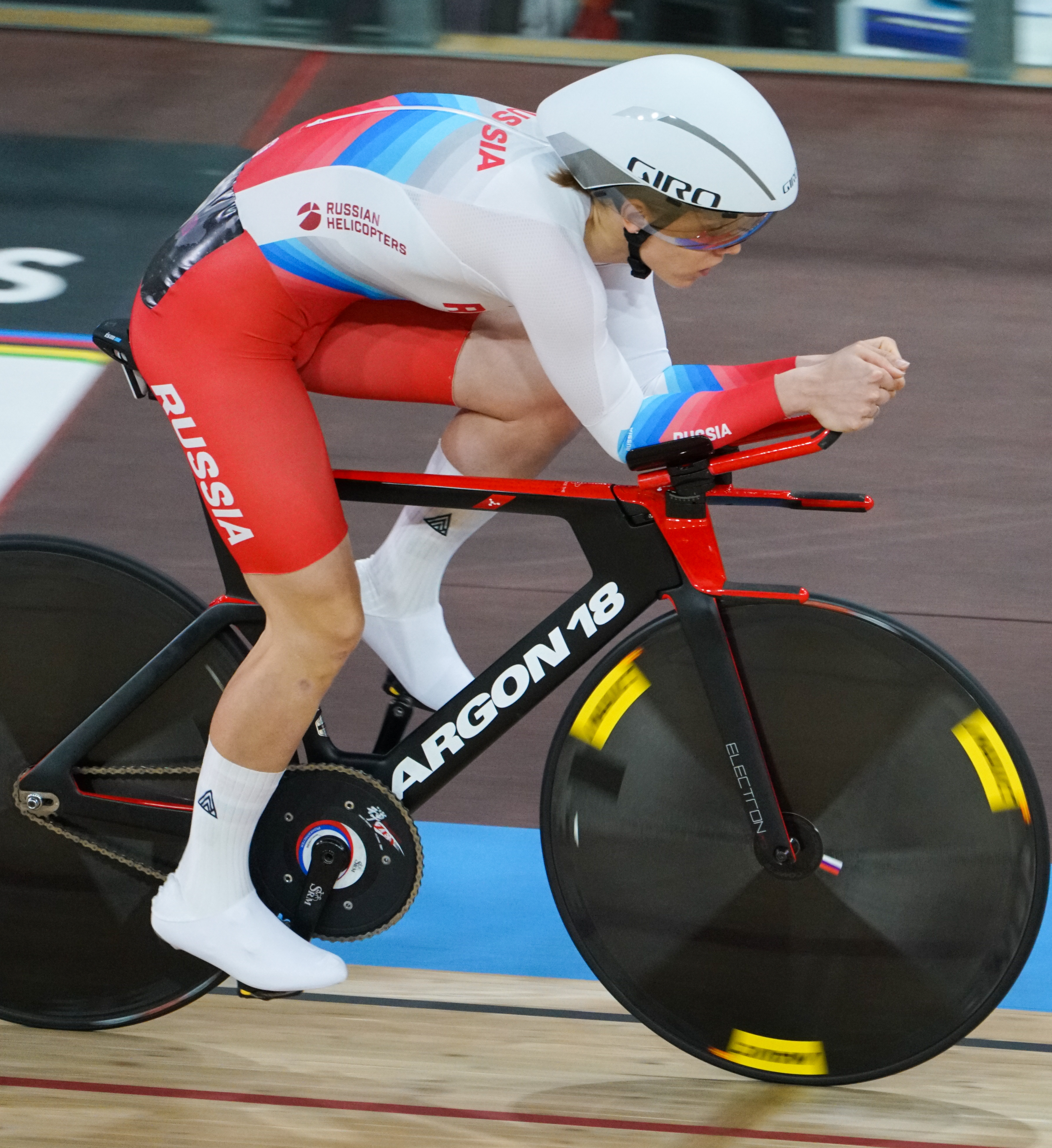
Dronova tijdens het WK 2020 in Berlijn.

| Jaar     | NK                                               | EK                                       | WK                              | Overig                                          |
| Junioren | Junioren                                         | Junioren                                 | Junioren                        | Junioren                                        |
| -------- | ------------------------------------------------ | ---------------------------------------- | ------------------------------- | ----------------------------------------------- |
| 2011     |                                                  | teamsprint · sprint                      |                                 |                                                 |
| Belofte  |                                                  |                                          |                                 |                                                 |
| 2012     |                                                  | omnium · 8e scratch                      |                                 |                                                 |
| 2013     |                                                  | 5e scratch                               | 9e omnium                       |                                                 |
| 2014     |                                                  | omnium · scratch · ploegachtervolging    | 9e omnium                       |                                                 |
| 2015     |                                                  | omnium · ploegachtervolging · 8e scratch | 9e omnium 9e ploegachtervolging |                                                 |
| Elite    |                                                  |                                          |                                 |                                                 |
| 2012     |                                                  | 4e omnium                                |                                 |                                                 |
| 2013     | ploegachtervolging · omnium                      | 5e omnium                                |                                 |                                                 |
| 2014     |                                                  | ploegachtervolging                       |                                 |                                                 |
| 2015     |                                                  | ploegachtervolging · 8e achtervolging    |                                 |                                                 |
| 2017     | ploegachtervolging                               |                                          |                                 |                                                 |
| 2019     | koppelkoers · ploegachtervolging · achtervolging | 6e achtervolging 10e ploegachtervolging  |                                 | ES Minsk: achtervolging · 7e ploegachtervolging |
| 2020     | achtervolging                                    |                                          |                                 |                                                 |

### Weg
2015

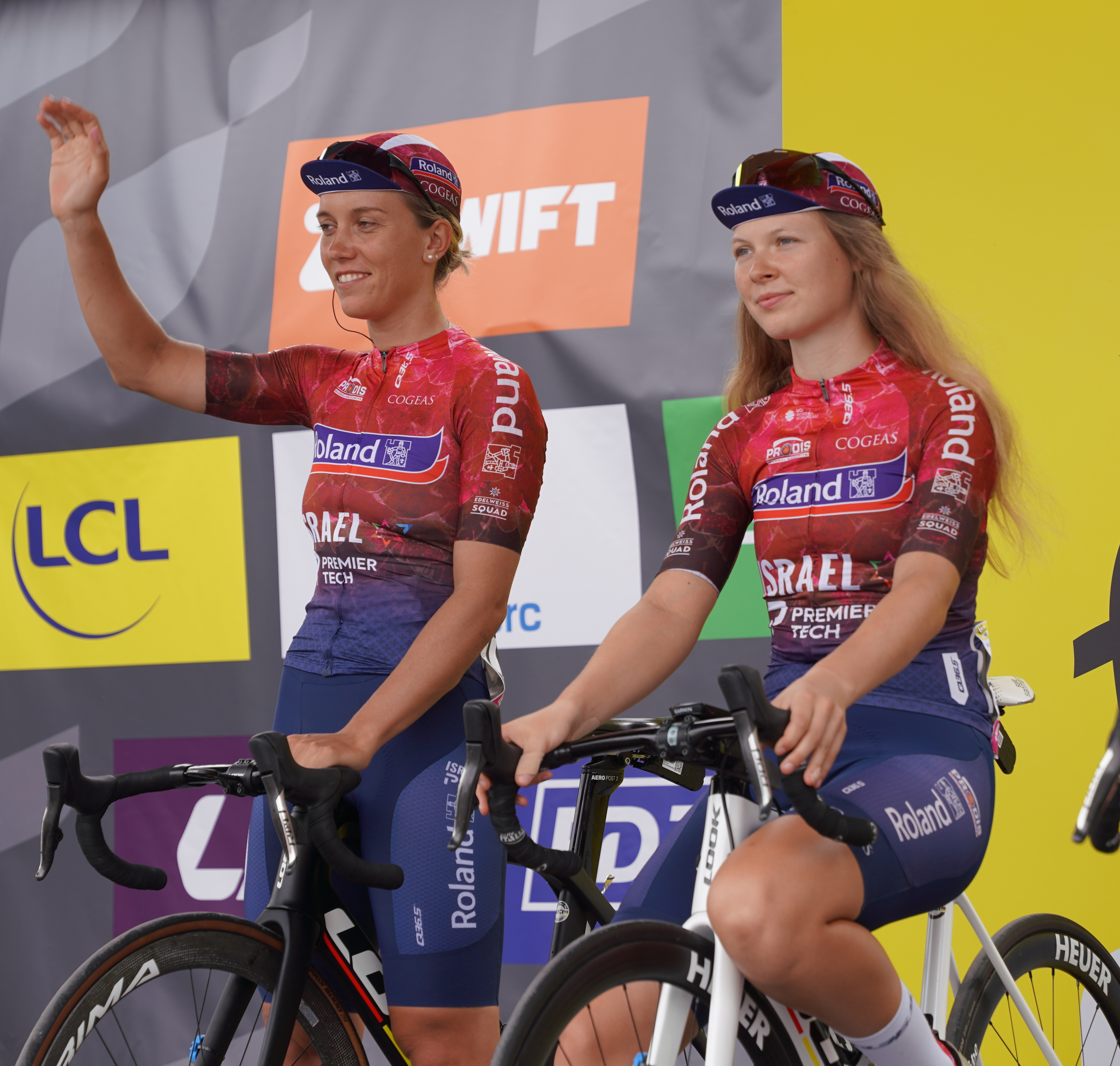
Dronova (links) bij de start van de derde etappe van de Tour de France Femmes 2022.

 Russisch kampioenschap tijdrijden
2020
 Russisch kampioenschap tijdrijden
Grand Prix van Centraal-Anatolië
2021
 Russisch kampioene tijdrijden
 Russisch kampioenschap op de weg
Grand Prix Erciyes
2023
1e en 2e etappe Ruta del Sol
Puntenklassment Ruta del Sol
2024
3e en 4e etappe Ronde van El Salvador
2025
Proloog Ronde van El Salvador

#### Resultaten in voornaamste wedstrijden
| Jaar | Ronde van Italië | Ronde van Frankrijk | Ronde van Spanje |
| ---- | ---------------- | ------------------- | ---------------- |
| 2020 |                  |                     |                  |
| 2021 |                  |                     |                  |
| 2022 |                  | 15e                 |                  |
| 2023 |                  | 21e                 | 29e              |
| 2024 |                  | opgave              | 35e              |
| 2025 | 70e              | 96e                 |                  |

| Jaar | Milaan-San Remo | Gent-Wevelgem | Ronde van Vlaanderen | Parijs-Roubaix | Amstel Gold Race | Luik-Bast.‑Luik | Trofeo Alfredo Binda | Waalse Pijl | Open de Suède Vårgårda |  | WK op de weg |
| ---- | --------------- | ------------- | -------------------- | -------------- | ---------------- | --------------- | -------------------- | ----------- | ---------------------- |  | ------------ |
| 2020 |                 |               |                      |                |                  |                 |                      |             |                        |  |              |
| 2021 |                 |               |                      |                |                  |                 | opgave               |             |                        |  | opgave       |
| 2022 |                 | 8e            | 60e                  | 51e            | 103e             | 42e             | 32e                  | 32e         | 6e                     |  |              |
| 2023 |                 |               |                      |                | opgave           | opgave          | opgave               | 99e         |                        |  |              |
| 2024 |                 |               |                      |                |                  |                 |                      |             |                        |  |              |
| 2025 | 105e            | 48e           |                      |                |                  |                 |                      |             |                        |  |              |

## Ploegen
- 2021 –  Cogeas-Mettler Pro Cycling Team
- 2022 –  Roland Cogeas Edelweiss Squad
- 2023 –  Israel Premier Tech Roland
- 2024 –  Roland
- 2025 –  Roland Le Dévoluy[a]

Baur · Buch  · Coles-Lyster (vanaf 4/5) · Collinelli · Delbaere · Dronova-Balabolina · Eklund · Griffin · Hartmann (vanaf 1/6) · Kiesenhofer (vanaf 31/1) · 
Magri · Nguyễn · Pirrone · Sharpe (vanaf 1/6) · Stannard (vanaf15/4) · Steels · Vieceli
Christofórou · Coles-Lyster · Collinelli · Dronova-Balabolina · Eklund · Grinczer · Hartmann · Kiesenhofer · Nguyễn · Pirrone · Swinkels · Vettorello
Christofórou · Coston · Dronova-Balabolina · Giuliani · Griffin · Pirrone · Ruffilli · Rysz · Stiasny · Swinkels · Vettorello